# Trochoidea
Trochoidea (лат.) — надсемейство морских, солоноватоводных и пресноводных брюхоногих моллюсков из отряда Trochida подкласса Vetigastropoda. В ископаемом виде известны с девонского периода. Моллюски от мелких до очень крупных, обладают жабрами и крышечкой. Окрас обычно тусклый, но у некоторых видов яркие и блестящие раковины. Внутреннюю поверхность раковины выстилает перламутр. Это надсемейство является крупнейшим надсемейством Vetigastropoda, содержащим более 2000 видов. Широко распространены во всех океанах мира от тропических до полярных вод. Встречаются от глубоководных до приливно-отливных зон. Trochoidea питаются растительным материалом, таким как водоросли и морские покрытосеменные

## Отряды
По данным World Register of Marine Species, на декабрь 2024 года надсемейство включает 13 семейств:
- Angariidae J. E. Gray, 1857
- Areneidae J. H. McLean, 2012
- Calliostomatidae Thiele, 1924 (1847)
- Colloniidae Cossmann, 1917
- Conradiidae A. N. Golikov & Starobogatov, 1987
- Liotiidae Gray, 1850
- Margaritidae Thiele, 1924
- Phasianellidae Swainson, 1840
- Skeneidae W. Clark, 1851
- Solariellidae A. W. B. Powell, 1951
- Tegulidae Kuroda, Habe & Oyama, 1971
- Trochidae Rafinesque, 1815
- Turbinidae Rafinesque, 1815